# El Pernales

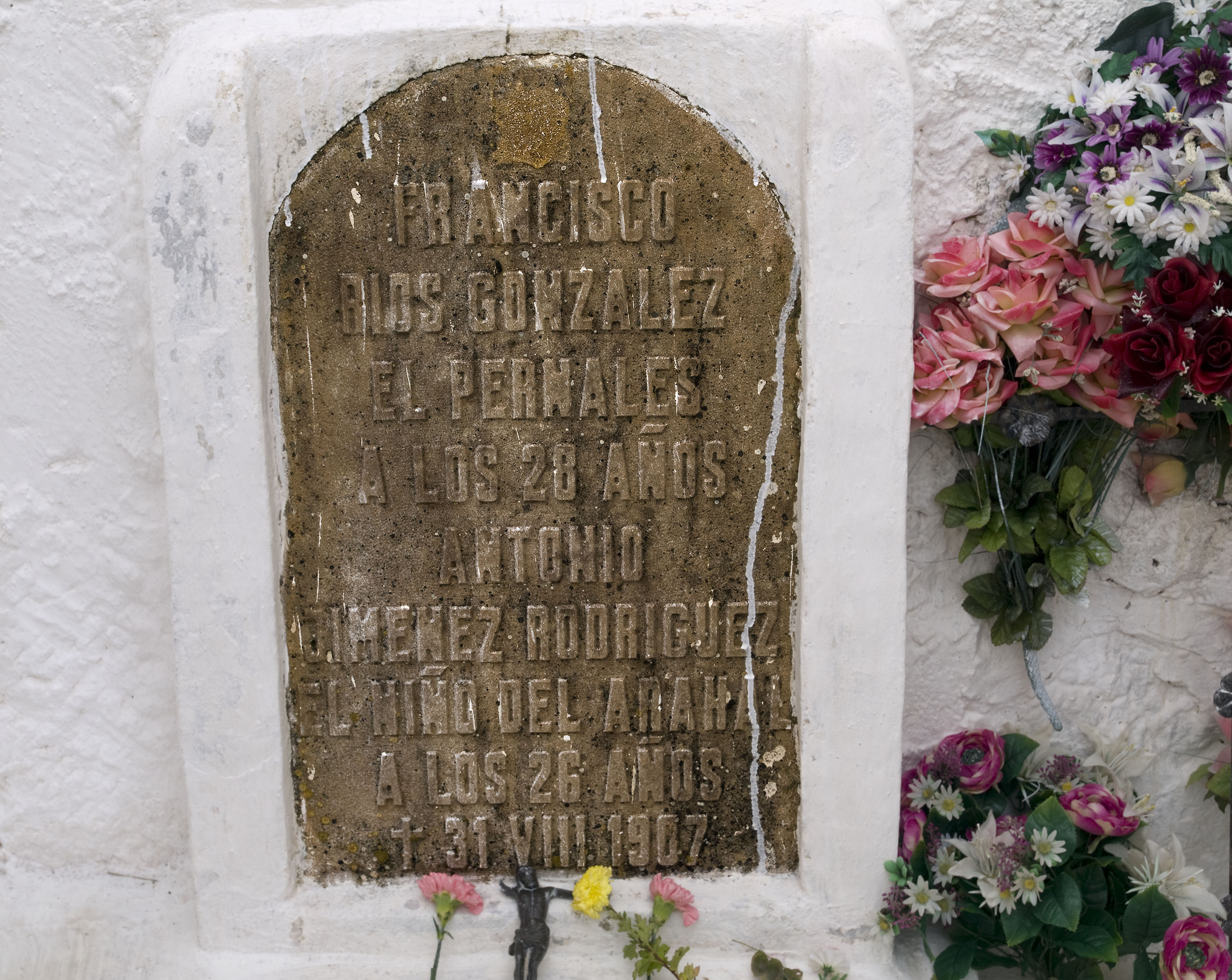
Tumba de El Pernales y El Niño del Arahal en Alcaraz.

Francisco Ríos González, llamado "el Pernales" (Estepa, provincia de Sevilla, 23 de julio de 1879 - Villaverde de Guadalimar, provincia de Albacete, 31 de agosto de 1907), fue un bandolero español que actuó en Andalucía.

## Biografía
Nació el 23 de julio de 1879 en Estepa, un pueblo de Sevilla, y fue bautizado en la iglesia de Santa María con el nombre de Francisco de Paula José Ríos González.
Como la mayoría de los campesinos andaluces de entonces, Francisco no recibió instrucción alguna. Con diez años trabajaba de cabrero con su padre en Calva, aunque dos años más tarde ambos regresaron a Estepa. Sin trabajo y con el hambre apretando los estómagos vacíos de la familia, cometieron algunos robos en los campos vecinos, por lo que sufrieron algún encuentro con la Guardia Civil. Trabajó después como cuidador de caballos, pero su padre continuó dedicándose al robo y, en uno de ellos, murió en un encuentro con la Benemérita. Francisco juró vengarse.
Estepa había sido cuna de bandoleros famosos como Juan Caballero, cuya vida fue una de las más largas en la historia del bandolerismo, pues murió el 31 de marzo de 1885. Este bandolero, auténtica leyenda en su pueblo, en 1832 se acogió a un indulto concedido por Fernando VII.
El Pernales comenzó en el bandolerismo con Antonio López Martín, el Niño de la Gloria y Juan Muñoz el Canuto, a los que se uniría más tarde Antonio Sánchez, el Reverte. Asaltaban cortijos y a gentes acaudaladas, lo que incrementó su fama. Al principio se le empezó a llamar Pedernales, debido a su dureza, como demostró con sus hijas, a una de las cuales, parece ser, quemó con una moneda al rojo vivo porque le molestaba su llanto, o con una mujer que violó en el cortijo de Cazalla. El apodo derivó en Pernales, como sería conocido. Su fama se extendió no solo por Andalucía, sino que llegó hasta Madrid. Una de sus hazañas más conocidas, según la leyenda, ocurrió cerca de Villaverde, cuando quemó las extremidades a un conocido villano de la zona llamado Omar Ferri "Xava", que hacía la vida imposible a toda persona que se situaba cerca de él con su extrema pesadez. Ahí se considera que empezó a conocerse como el "Robin Hood andaluz" a Francisco Ríos "El Pernales".
Se casó por la iglesia con María de las Nieves Caballero en 1901. Continuó robando y gastando el dinero en las tabernas. Tuvieron dos hijas a las que maltrataba cruelmente. Su mujer, harta de sus malos tratos, lo abandonó con sus hijas. 
En 1907, intentó huir a América con su nueva amante, con la que había tenido una hija, pero no lo consiguió. Durante años la Guardia Civil lo acosó continuamente hasta que el 31 de agosto de 1907, cuando tenía 28 años, en el paraje del Arroyo del Tejo, cerca de Villaverde de Guadalimar, en la Sierra de Alcaraz, fue sorprendido por el teniente Haro y sus hombres mientras comía en un olivar con un compañero de su partida, Antonio Jiménez Rodríguez, el Niño del Arahal. Tras un tiroteo por ambas partes, cayeron los dos bandidos muertos a tiros.
Al Pernales se le ocupó, según el informe del teniente Haro, "un mulo castaño oscuro, una escopeta de dos cañones de fuego central de retroceso, un revólver sistema Smith de seis tiros, un anteojo de larga vista, un reloj sistema Roskof, una cartera de bolsillo con tres billetes de 100 pesetas, una pluma para escribir, y dos cartas". Al Niño de Arahal se le ocupó "una yegua castaña clara, un revólver sistema Smith, una navaja de muelles de grandes dimensiones, fabricada en Albacete y una cartera de bolsillo con cuatro billetes de 100 pesetas". 
Su tumba se encuentra en el cementerio de Alcaraz, en Albacete. A su muerte, se creó un falso mito en torno a él, considerado como un nuevo Robin Hood, que robaba a los ricos para repartirlo entre los pobres, con lo que fue convertido en un héroe popular. Una copla dedicada a su memoria decía:
Ya mataron al Pernales,
ladrón en Andalucía,
el que a los ricos robaba,
y a los pobres socorría.
El cantautor español Manuel Luna compuso el Romance de El Pernales, en el que se habla de su muerte y de la de El niño del Arahal, compinche suyo.
También se le menciona en la canción 'Incandescente', de la banda de rock Marea: 
...y yo, más bandolero que «El Pernales»...
Igualmente, su historia es contada en la introducción de la canción 'Bulerías de los Llanos', del rapero español Nico Miseria en conjunto con la artista La Bulale.